# A Oliveira
A Oliveira (em italiano L'Ulivo) foi uma coalizão de partidos políticos italianos pertencentes ao centro e à esquerda, nascida em 1995 por iniciativa de Romano Prodi com o fim de constituir uma grande aliança entre todas as forças social-democratas e democratas-cristãs do parlamento italiano e da sua tradição, relançando uma política de reformas e re-saneamento de uma Itália, naquele período, ainda em uma grave crise econômica e social. E com o objetivo de derrotar a coalizão comandada por Silvio Berlusconi, que, recém-constituída, havia conseguido num primeiro momento uma débil maioria nas eleições legislativas de 1994.

## Partidos membros

### Membros fundadores
| Partidos | Partidos                        | Ideologia                          |
| -------- | ------------------------------- | ---------------------------------- |
|          | Partido Democrático de Esquerda | Socialismo democrático             |
|          | Partido Popular Italiano        | Democracia cristã, Esquerda cristã |
|          | Federação dos Verdes            | Ecologismo                         |
|          | Renovamento Italiano            | Liberalismo, Centrismo             |
|          | Socialistas Italianos           | Social-democracia                  |
|          | União Democrática               | Social liberalismo                 |

### Membros posteriores
| Partidos | Partidos                             | Ideologia                  |
| -------- | ------------------------------------ | -------------------------- |
|          | Democratas de Esquerda               | Social-democracia          |
|          | Os Democratas                        | Centrismo, Liberalismo     |
|          | Democracia e Liberdade - A Margarida | Centrismo, Esquerda cristã |
|          | Partido dos Comunistas Italianos     | Comunismo                  |
|          | Socialistas Democráticos Italianos   | Social-democracia          |
|          | UDEUR                                | Democracia cristã          |
|          | Movimento Republicano Europeu        | Social liberalismo         |

## Em busca de uma coligação mais ampla
Em vista das eleições regionais de 2005 e das eleições legislativas italianas de 2006, os mesmo partidos formadores da Oliveira constituíram uma coalizão mais ampla, denominada A União. Nasceu assim uma nova aliança entre a Oliveira e outras forças políticas e da sociedade civil em torno de um projeto comum reformista. Foi uma tentativa de resolver o conflito com a Refundação Comunista, conduzida por Fausto Bertinotti, e Itália dos Valores, de Antonio Di Pietro.
O exórdio da nova aliança nas eleições regionais de 2005 colheu um amplo sucesso. Das catorze regiões disputadas, a União obteve doze e recupera votos nas duas restantes.
Em 27 de outubro de 2007, em Milão, L'Ulivo se transforma em um novo partido - o Partido Democrático (Partito Democratico).

## Resultados

### Eleições legislativas

#### Câmara dos Deputados
| Data | Votos      | %          | Deputados | +/- | Status   |
| ---- | ---------- | ---------- | --------- | --- | -------- |
| 1996 | 15 798 981 | 42,2 (1.º) | 285 / 630 |     | Governo  |
| 2001 | 16 209 944 | 43,5 (2.º) | 247 / 630 | 38  | Oposição |
| 2006 | 11 928 362 | 31,2 (1.º) | 220 / 630 | 27  | Governo  |

#### Senado
| Data | Votos      | %          | Deputados | +/- | Status   |
| ---- | ---------- | ---------- | --------- | --- | -------- |
| 1996 | 13 444 977 | 41,2 (1.º) | 157 / 315 |     | Governo  |
| 2001 | 13 282 495 | 39,2 (2.º) | 128 / 315 | 29  | Oposição |
| 2006 | 9 664 935  | 28,6 (1.º) | 101 / 315 | 27  | Governo  |

### Eleições europeias
| Data | Votos      | %          | Deputados |
| ---- | ---------- | ---------- | --------- |
| 2004 | 10 105 836 | 31,2 (1.º) | 24 / 78   |